# 阿巴耶普里
阿巴耶普里（Abhayapuri），是印度阿萨姆邦Bongaigaon县的一个城镇。总人口14671（2001年）。

## 人口
该地2001年总人口14671人，其中男性7571人，女性7100人；0—6岁人口1424人，其中男746人，女678人；识字率78.62%，其中男性为83.09%，女性为73.86%。